# Kossoi Brod
Kossoi Brod (en rus: Косой Брод) és un poble de l'óblast d'Irkutsk, a Rússia, que el 2012 tenia 12 habitants.